# Lara Gut-Behrami
Lara Gut-Behrami (* 27. April 1991 in Sorengo, Tessin als Lara Gut) ist eine Schweizer Skirennfahrerin. Sie gehört der Nationalmannschaft von Swiss-Ski an und geht als Allrounderin ausser im Slalom in allen Disziplinen an den Start, wobei ihre Stärken in den schnellen Disziplinen Abfahrt und Super-G liegen. Gut-Behrami gewann bisher acht Medaillen bei Weltmeisterschaften (zweimal Gold, dreimal Silber und dreimal Bronze) und je eine Bronzemedaille bei den Olympischen Winterspielen 2014 in Sotschi und Olympischen Winterspielen 2022 in Peking. Bei den Olympischen Winterspielen in Peking wurde sie zudem Olympiasiegerin im Super-G.
Im Alpinen Skiweltcup konnte sie bisher zweimal (in den Saisons 2015/16 und 2023/24) die Gesamtwertung, sechsmal die Super-G- und einmal die Riesenslalom-Disziplinenwertung für sich entscheiden. 2008 war sie im Alter von 17 Jahren die bisher jüngste Siegerin eines Super-G-Weltcuprennens. 2025 wurde sie die erste Frau, welche in drei verschiedenen Disziplinen mindestens zehn Siege erreicht hat. Bei den Männern schafften dies Pirmin Zurbriggen und Hermann Maier. Ihr vier Jahre jüngerer Bruder Ian Gut war ebenfalls als Skirennfahrer aktiv. Sie besitzt wie ihr Bruder, der zuletzt für Liechtenstein fuhr, auch die liechtensteinische Staatsbürgerschaft, dazu die italienische.

## Biografie

### Rascher Aufstieg

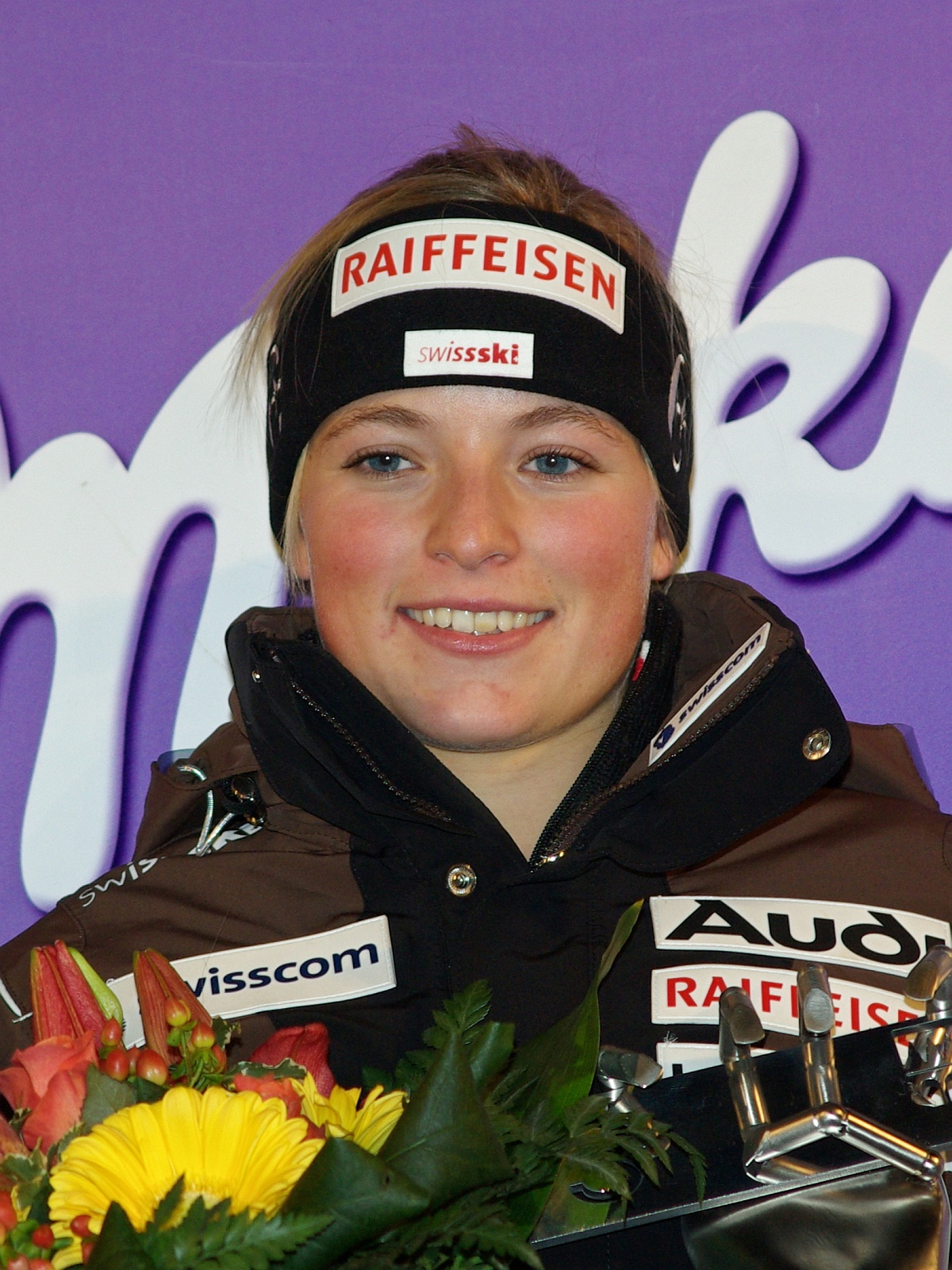
Lara Gut, Dezember 2008

Gut wuchs in Comano in der Nähe von Lugano auf. 2006 siegte sie beim renommierten Juniorenwettbewerb Trofeo Topolino in der Disziplin Slalom. Als 15-Jährige bestritt sie im Dezember 2006 ihre ersten FIS-Rennen. Bei den Juniorenweltmeisterschaften 2007 in Zauchensee gewann sie knapp hinter Tina Weirather die Silbermedaille in der Abfahrt. Im selben Jahr wurde sie Schweizer Meisterin im Super-G, als zweitjüngste Fahrerin aller Zeiten (nur Bernadette Zurbriggen war 1971 noch jünger gewesen). In Formigal wurde sie bei den Juniorenweltmeisterschaften 2008 wiederum Zweite in der Abfahrt.
Im Europacup erreichte Gut in der Saison 2006/07 den zweiten Platz in der Abfahrtswertung. Innerhalb von vier Tagen gewann sie im Januar 2008 in Caspoggio vier Europacup-Rennen hintereinander (je zwei Abfahrten und Super-G). Sie entschied in der Saison 2007/08 mit grossem Vorsprung die Europacup-Disziplinenwertungen in der Abfahrt und im Super-G für sich, ausserdem stand sie bereits drei Rennen vor Saisonende als Gesamtsiegerin fest.
Am 28. Dezember 2007 bestritt Gut (mit Start-Nr. 60) ihr erstes Weltcuprennen, den Riesenslalom in Lienz, konnte sich aber mit Rang 43 nicht für den zweiten Lauf qualifizieren; nachdem sie auch in den zwei darauf folgenden Rennen nicht in die Wertung gekommen (und am 21. Januar 2008 zum zweiten Super-G in Cortina d’Ampezzo nicht angetreten) war, fuhr sie am 2. Februar 2008 in St. Moritz bei ihrer ersten Weltcupabfahrt völlig überraschend auf den dritten Platz und gewann ihre ersten Weltcuppunkte, den Sieg verpasste sie mit einem Sturz kurz vor der Ziellinie. Im April 2008 wählte die Schweizer Sporthilfe Gut zur «Nachwuchssportlerin des Jahres».
Anlässlich der Wahl zum Schweizer Sportler des Jahres im Dezember 2008 siegte sie in der Wertung «Newcomer des Jahres», wobei sie sich gegen den Mountainbiker Nino Schurter und den Eishockeyspieler Luca Sbisa durchsetzte. Aufgrund der Erfolge in relativ jungem Alter wurde Gut als eines der grössten Talente des Schweizer alpinen Skisports der letzten Jahrzehnte bezeichnet.
Am 20. Dezember 2008 gewann Gut im Alter von 17 Jahren und acht Monaten (in ihrem erst 14. Antreten) ihr erstes Weltcup-Rennen, den Super-G von St. Moritz. Sie ist damit die bisher jüngste Weltcupsiegerin in dieser Disziplin überhaupt. Bei den Weltmeisterschaften 2009 in Val-d’Isère gewann sie in der Abfahrt und der Super-Kombination jeweils die Silbermedaille. Im Super-G belegte sie den siebten Platz, im Riesenslalom schied sie im ersten Lauf aus. Ihre erste volle Weltcupsaison beendete sie als Elfte der Gesamtwertung. Es gelang ihr auch, in allen Disziplinen unter die besten 15 zu fahren. Ende April 2009 wurde sie als erste Athletin zum zweiten Mal in Folge mit dem Nachwuchspreis der Schweizer Sporthilfe ausgezeichnet.

### Sporadische Erfolge
Ende September 2009 stürzte Gut während des Riesenslalomtrainings in Saas-Fee schwer und erlitt dabei eine Luxation der rechten Hüfte. Anfang Oktober musste sie sich operieren lassen. Daher konnte sie auch nicht an den Olympischen Winterspielen in Vancouver teilnehmen. Auf weitere Rennen in dieser Saison verzichtete sie.
Zu Beginn der Saison 2010/11 kehrte Gut in den Weltcup zurück. Am 18. Dezember 2010 gelang ihr mit Platz drei in der Abfahrt von Val-d’Isère der erste Podestplatz nach ihrer einjährigen Verletzungspause. Zwei Tage zuvor hatte der Schweizer Skiverband Swiss-Ski disziplinarische Massnahmen gegen sie verhängt, unter anderem wegen öffentlicher Kritik an Nationaltrainer Mauro Pini (der zuvor ihr Privattrainer gewesen war) und wiederholter Verstösse gegen die Kleidervorschriften. Gut wurde für die beiden Weltcuprennen in Semmering Ende Dezember gesperrt.
Nachdem sie zunächst ein Mediationsverfahren vor dem Internationalen Sportgerichtshof angekündigt hatte, einigten sich beide Seiten kurz vor Jahresende. Am 9. Januar 2011 gewann Gut mit dem Super-G in Zauchensee ihr zweites Weltcuprennen. Bei den Weltmeisterschaften 2011 in Garmisch-Partenkirchen verpasste sie als Vierte sowohl in der Abfahrt als auch im Super-G knapp das Podest.
In der Saison 2011/12 konnte Gut nicht ganz an die Leistungen des Vorwinters anknüpfen. Gründe dafür waren einerseits der Skimarkenwechsel von Atomic zu Rossignol (verbunden mit den damit üblichen Anpassungsschwierigkeiten), andererseits das anspruchsvolle Rennprogramm (Starts in sämtlichen fünf Disziplinen und in fast allen Rennen). Insbesondere im Slalom erwies sich diese Strategie als verfehlt, da sie in keinem der sechs Rennen, zu denen sie antrat, ins Ziel kam. Podestplätze blieben in diesem Winter aus, das beste Ergebnis war ein vierter Platz im Super-G von Lake Louise.
Gut verzichtete in der Saison 2012/13 auf Slalomrennen, was sich auf die Leistungen in den übrigen Disziplinen positiv auswirkte. Am 14. Dezember 2012 feierte sie in der Abfahrt von Val-d’Isère ihren dritten Weltcupsieg, den ersten in dieser Disziplin. Trotz eines kleinen Leistungstiefs um den Jahreswechsel (Platz 38 in der Abfahrt von St. Anton nach Trainingsbestzeit) wurde sie in vier Disziplinen für die Weltmeisterschaften 2013 in Schladming nominiert. Im Super-G gewann sie zum dritten Mal eine Silbermedaille. Zum Abschluss der Saison gelang ihr beim Weltcup-Final in Lenzerheide ein dritter Platz im Riesenslalom.

### Durchbruch zur Weltspitze
Am 26. Oktober 2013 gewann Gut mit grossem Vorsprung das erste Weltcuprennen der Saison 2013/14, den Riesenslalom von Sölden. Es war dies ihr erster Sieg in dieser Disziplin und der erste einer Schweizerin seit fast elf Jahren (zuletzt hatte Sonja Nef am 4. Januar 2003 in Bormio gewonnen). Ende November gewann sie in Beaver Creek sowohl die Abfahrt als auch den Super-G.
Sie war damit die erste Skirennfahrerin seit Petra Kronberger im Winter 1990/91, die drei der vier ersten Weltcuprennen der Saison für sich entscheiden konnte. Zu diesem Zeitpunkt führte sie deutlich in der Gesamtwertung des Skiweltcups. Das hohe Niveau konnte sie bei den Rennen in Europa jedoch nicht halten. Sie fiel auf den fünften Platz zurück, da sie über einen Monat lang ohne Podestplatz geblieben war und insbesondere im Riesenslalom mehrere Ausfälle zu verzeichnen hatte.
Gut gelang es am 26. Januar 2014, wieder an die Siegesserie des Saisonbeginns anzuknüpfen, als sie den Super-G von Cortina d’Ampezzo gewann. Am selben Tag sorgte sie über die reine Sportberichterstattung hinaus für Schlagzeilen, als sie die Vergabe der Olympischen Winterspiele 2014 an Sotschi mit deutlichen Worten kritisierte. Insbesondere bemängelte sie die Menschenrechtslage in Russland, die immensen Kosten und die Instrumentalisierung des Sports durch die Politik.
In Sotschi gewann sie die Bronzemedaille in der Abfahrt, mit einem Rückstand von zehn Hundertstelsekunden auf die zeitgleichen Siegerinnen Dominique Gisin und Tina Maze. Im Super-G fuhr sie auf den vierten Platz, im Riesenslalom wurde sie Neunte. Zum Saisonende hin folgten drei weitere Podestplätze, darunter Mitte März zwei Siege beim Weltcup-Final in Lenzerheide. Sie entschied die Super-G-Disziplinenwertung für sich und schloss die Saison mit dem dritten Schlussrang in der Gesamtwertung ab.
Die Saison 2014/15 war von wechselhaften Leistungen geprägt. Beim Super-G in Lake Louise am 7. Dezember 2014 und bei der Abfahrt in St. Moritz am 24. Januar 2015 in St. Moritz konnte sie zwei weitere Weltcupsiege verbuchen. Hinzu kam bei den Weltmeisterschaften 2015 in Beaver Creek die Bronzemedaille in der Abfahrt. Ansonsten hielt sie aber selten mit den Topfahrerinnen mit und erzielte keine weiteren Podestplätze. Sie schloss die Saison als Neunte des Gesamtweltcups ab und erreichte in keiner Einzeldisziplin einen Platz unter den ersten drei. Insbesondere im Riesenslalom war ein markanter Rückschritt zu verzeichnen.

### Gesamtweltcupsiegerin
Im Anschluss an diese durchzogene Saison vollzog Gut einen Skimarkenwechsel von Rossignol zu Head und nahm Änderungen in ihrem Betreuerstab vor. Ebenso liess sie sich von Didier Cuche beraten, um die Angewöhnung an das neue Material möglichst rasch zu vollziehen. Die Umstellungen zahlten sich in der Saison 2015/16 unmittelbar aus, insbesondere in der Disziplin Riesenslalom, die ihr im Vorwinter noch grosse Mühe bereitet hatte: Gut belegte beim Saisonauftakt in Sölden den vierten Platz und entschied das Rennen in Aspen für sich, womit sie sich im Riesenslalom sogleich wieder an der Weltspitze etablierte. Nach eher mässigen Ergebnissen bei den Speedrennen auf der für sie zu flachen Strecke in Lake Louise feierte sie am 18./19. Dezember in Val-d’Isère zwei Siege in Folge (Super-Kombination und Abfahrt). Ihr Kombinationssieg beendete eine seit dem 10. Dezember 1989 (Brigitte Oertli in Steamboat Springs) anhaltende sieglose Serie des Schweizer Damenteams in dieser Disziplin.
Am 20. Dezember folgte ein zweiter Platz im Riesenslalom von Courchevel, womit sie die Führung in der Weltcup-Gesamtwertung übernahm.
Nach einem weiteren Sieg im Riesenslalom von Lienz am 28. Dezember baute Gut ihre Führung in der Gesamtwertung aus und lag nun 158 Punkte vor Lindsey Vonn. In den folgenden Wochen erzielte sie zwar zwei Podestplätze, musste aber auch zwei Ausfälle hinnehmen, weshalb sie Vonn davonziehen lassen musste und Anfang Februar 137 Punkte zurücklag. Mit zwei Siegen in Garmisch-Partenkirchen (Super-G) und La Thuile (Abfahrt) konnte sie den Rückstand wettmachen; sie lag nun ihrerseits 13 Punkte voraus. Vonn gelang es, im Super-G von La Thuile zu kontern und einen Vorsprung von 23 Punkten herauszuholen. Der City Event in Stockholm am 23. Februar brachte keine Veränderung, da beide Konkurrentinnen bereits in der ersten Runde ausschieden.
Das spannende Duell endete abrupt, als sich Vonn in Soldeu einen dreifachen Bruch des Schienbeinkopfs zuzog und am 2. März das vorzeitige Ende ihrer Saison bekanntgeben musste. Gut wies im Gesamtweltcup zu diesem Zeitpunkt einen Rückstand von 28 Punkten auf. Als Drittplatzierte der Kombination von Lenzerheide am 13. März, eine Woche vor Saisonende, sicherte sie sich endgültig den ersten Platz in der Gesamtwertung. Gut wurde somit die erste Schweizer Gesamtweltcupsiegerin seit Vreni Schneider in der Saison 1994/95. Am 17. März sicherte sie sich beim Weltcupfinal in St. Moritz mit dem zweiten Rang im Super-G zudem zum zweiten Mal den Sieg in der Super-G-Disziplinenwertung.

### Verletzung und Comeback

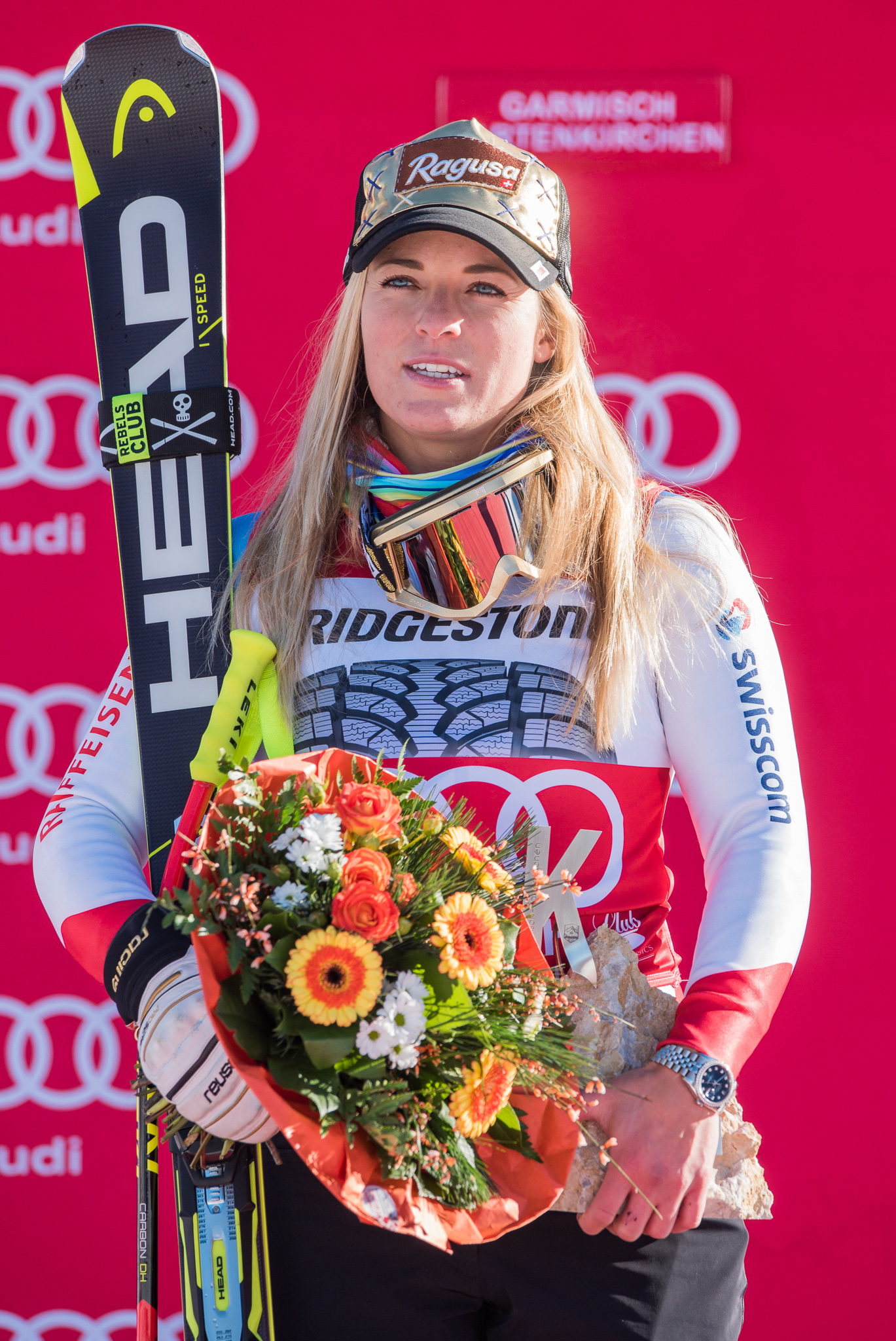
Lara Gut beim Super-G-Sieg in Garmisch

Am 22. Oktober 2016 gewann Gut den Riesenslalom in Sölden. Weitere Saisonsiege holte sie bei den Super-Gs in Lake Louise, Val-d’Isère und Garmisch-Partenkirchen sowie bei der Abfahrt in Cortina d’Ampezzo, diese am 28. Januar 2017. Beim Super-G am anderen Tag stürzte sie und verletzte sich derart, dass sie etwas gehandicapt zu den Heim-Weltmeisterschaften in St. Moritz antrat, wo ihr vorerst am 7. Februar mit der Bronzemedaille im Super-G ein guter Einstand gelang. Nach der am Vormittag des 10. Februar ausgetragenen Abfahrt bei der Kombinations-Entscheidung lag sie aussichtsreich auf eine weitere Medaille auf Rang drei, doch stürzte sie beim Einfahren für den um 13 Uhr angesetzten Slalom wiederum und zog sich einen Kreuzbandriss und eine Meniskusverletzung im linken Knie zu, womit für sie die laufende Skisaison vorzeitig beendet war. Sie hatte bis dahin im Weltcup 1023 Punkte erzielt und damit hinter der führenden US-Amerikanerin Mikaela Shiffrin (1203 Punkte) auf Platz zwei gelegen. Die Disziplinenwertung im Super-G hatte sie angeführt, während sie in der Abfahrt auf Rang zwei hinter der Slowenin Ilka Štuhec und im Riesenslalom auf Platz drei hinter der Französin Tessa Worley und Shiffrin gelegen hatte.
Beim Saisonauftakt 2017/18 in Sölden und ihrer gleichzeitigen Rückkehr in den Weltcup schied Gut im ersten Durchgang aus. Top-25-Platzierungen folgten, bis sie am 3. Dezember 2017 beim Super-G in Lake Louise erstmals seit ihrer Verletzung wieder auf dem Podest stand. Eine zweite Top-Platzierung folgte beim Super-G von Bad Kleinkirchheim. Am 21. Januar 2018 konnte sie in Cortina d’Ampezzo am gleichen Ort wie ein Jahr zuvor wieder einen Super-G für sich entscheiden. Bei den Olympischen Winterspielen 2018 in Pyeongchang war ihr bestes Ergebnis ein vierter Rang im Super-G, in der Abfahrt und im Riesenslalom schied sie jeweils aus. Auch im weiteren Verlauf der Saison blieben die Erfolge meist aus, im Gesamtweltcup wurde Gut-Behrami Zwölfte, nur im Super-G-Weltcup konnte sie mit Rang zwei ein gutes Resultat verzeichnen.
Die Saison 2018/19 war eine der schlechtesten Saisons ihrer Karriere. Im gesamten Winter konnte sie kein einziges Rennen gewinnen und erzielte nur wenige Podestplätze. Bei den Weltmeisterschaften 2019 in Åre wurde sie in der Abfahrt Achte und im Super-G Neunte, in der Kombination schied sie im Slalom aus. Im Gesamtweltcup erreichte sie mit Platz 21 das schlechteste Ergebnis seit ihrer Premierensaison 2008, die beste Disziplin war der Super-G mit Rang sieben. Auch die Saison 2019/20 begann für Gut-Behrami durchwachsen, sie erzielte aber, je länger die Saison dauerte, immer mehr gute Ergebnisse. In Bansko konnte sie den ersten Podestplatz der Saison erzielen. In Crans-Montana entschied sie an zwei Tagen hintereinander zwei Abfahrten für sich und holte damit die ersten Weltcupsiege nach über zwei Jahren.

### Doppelweltmeisterin und Olympiasiegerin
In der Saison 2020/21 fand sie im Super-G zurück zu alter Stärke und gewann nacheinander die vier Rennen von St. Anton am Arlberg, Crans-Montana und Garmisch-Partenkirchen, dazu erreichte sie auch in anderen Disziplinen das Podest. Nach dem 30. Weltcupsieg im Super-G in Garmisch-Partenkirchen lag sie mit 947 Punkten im Gesamtweltcup auf Rang zwei hinter Petra Vlhová. Ihren ersten Weltmeistertitel gewann Gut-Behrami ebenfalls im Super-G bei den Weltmeisterschaften in Cortina d’Ampezzo.
Dort gewann sie in der darauf folgenden Abfahrt die Bronzemedaille. Ebenso gewann sie mit knappem Vorsprung auf Mikaela Shiffrin auch den Weltmeistertitel im Riesenslalom. Ihr letzter Weltcupsieg in dieser Disziplin lag zu diesem Zeitpunkt über vier Jahre zurück. Mit ihrer achten WM-Medaille ist sie, gemessen an Anzahl Medaillen, die erfolgreichste Schweizer Skirennfahrerin an Weltmeisterschaften.
Lara Gut-Behrami startete mit einem zweiten Platz beim Riesenslalom von Sölden gut in die Saison 2021/22. Geschlagen wurde sie nur von Mikaela Shiffrin. Bei den Rennen in Nordamerika litt sie unter einer hartnäckigen, kräfteraubenden Erkältung. Die beiden Abfahrten in Lake Louise endeten mit den enttäuschenden Rängen 29 und 17. Beim Super-G am gleichen Ort konnte sie an ihre Leistungen aus den vergangenen Jahren anknüpfen und wurde Zweite hinter Sofia Goggia. Die Differenz hatte die Italienerin vor allem im letzten Streckenabschnitt herausgefahren, bei dem Gut-Behrami nach eigener Aussage die Kräfte ausgegangen seien. Beim ersten von zwei Heimrennen in St. Moritz eine Woche später schlug sie zurück und gewann den Super-G vor Sofia Goggia. Im zweiten Super-G am nächsten Tag stürzte Gut-Behrami aufgrund eines Fahrfehlers im Steilhang und flog über den Fangzaun, wobei sie unverletzt blieb und anschliessend selbstständig ins Ziel fahren konnte. Am darauf folgenden letzten Wochenende vor Weihnachten wurde ihre COVID-19-Infektion bekannt.
Bei den Olympischen Winterspielen 2022 belegte sie zunächst im Riesenslalom den dritten Rang und gewann die Bronzemedaille. Wenige Tage später wurde Gut-Behrami Olympiasiegerin im Super-G.
In der nacholympischen Saison 2022/23 gelang Gut-Behrami im ersten ausgetragenen Riesenslalom im US-amerikanischen Killington ihr insgesamt 35. Weltcupsieg. In St. Anton am Arlberg gewann sie ihren 18. Super-G im Weltcup, nur Lindsey Vonn gelangen mehr Siege in dieser Disziplin. Zudem wurde sie mit diesem Sieg zur Rekordhalterin, was die Dauer zwischen dem ersten und dem aktuellsten Weltcup-Sieg betrifft (14 Jahre und 26 Tage). Nach einem weiteren Sieg beim Saisonfinale in Soldeu entschied sie zum vierten Mal den Super-G-Weltcup für sich. Im Dezember 2023 erhielt sie zum zweiten Mal die Auszeichnung als Schweizer Sportlerin des Jahres.

### Zweiter Gesamtweltcupsieg und anschliessende Erfolge
Zu Beginn der Weltcupsaison 2023/24 entschied Gut-Behrami am 28. Oktober 2023 nach 2013 und 2016 den Riesenslalom von Sölden für sich. Kurz darauf gewann sie wie im Vorjahr den Riesenslalom in Killington. Am 14. Januar 2024 feierte sie mit dem Sieg im wetterbedingt verkürzten Super-G im österreichischen Zauchensee ihren 40. Weltcupsieg.
Am 10. Februar 2024 gewann Gut-Behrami den Riesenslalom von Soldeu und löste damit Mikaela Shiffrin, die bei den Rennen in Andorra verletzungsbedingt nicht angetreten war, als Führende im Gesamtweltcup ab.
Gut-Behrami entschied am Ende der Saison im März 2024 als bisher älteste Siegerin der Geschichte den Gesamtweltcup für sich. Zum ersten Mal gewann sie  die Disziplinenwertung im Riesenslalom. Mit dem fünften Sieg im Super-G-Weltcup zog sie mit Lindsey Vonn und Katja Seizinger gleich. Für sie war es die bis dahin finanziell erfolgreichste Saison mit einem Preisgeld von 574’200 CHF.
Am 14. Dezember 2024 erreichte Gut-Behrami in der ersten Abfahrt der Saison 2024/25 in Beaver Creek den 3. Platz. Den ersten Saisonsieg sicherte sie sich am 26. Januar 2025 beim Super-G in Garmisch-Partenkirchen, den sie zum fünften Mal gewann.
Am 23. März 2025 gewann sie den Super-G beim Weltcupfinale in Sun Valley überlegen und damit die Disziplinenwertung zum sechsten Mal, was bei den Frauen und den Männern noch niemand geschafft hatte. Mit ihrem Sieg im Riesenslalom zwei Tage später ist sie die erste Frau im Alpinen Skisport, die in Abfahrt, Super-G und Riesenslalom mindestens zehn Siege in drei verschiedenen Disziplinen errungen hat. Es war zugleich ihr 100. Podestplatz.
Im Juni 2025 erklärte sie, ihre aktive Karriere nach den Olympischen Winterspielen 2026 beenden zu wollen.

## Umfeld und Privates
Lara Gut-Berahmis Vater Pauli (* 1957) stammt aus Airolo, die Mutter Gabriella aus Zone in der Lombardei, hat aber im Jura gelebt, die Eltern von Pauli Gut sind Deutschschweizer. Gut-Behrami spricht fliessend Italienisch, Französisch, Deutsch und Englisch, daneben auch Spanisch. Das Gymnasium absolvierte sie per Fernstudium und schloss es 2014 mit der Matura ab. Sie bezeichnet sich als Fan des Eishockeyclubs HC Ambrì-Piotta. Ihren Wohnsitz hat sie in einem Vorort von Udine.
In dem 2012 gedrehten Film Tutti Giù – Im freien Fall des Tessiner Regisseurs Niccolò Castelli spielte sie eine der drei Hauptrollen, die junge Skirennfahrerin Chiara, die – noch nicht ganz erwachsen – vom eigenen Erfolg überrollt wird. Castelli realisierte 2018 auch den Dokumentarfilm Looking for Sunshine und begleitete die Athletin zu diesem Zweck ein Jahr lang.
Gut-Behrami pflegt seit der Juniorenzeit eine enge Freundschaft mit der österreichischen Skirennfahrerin Anna Veith.
Am 18. März 2018 machte sie ihre Beziehung mit dem Schweizer Fussballer Valon Behrami bekannt, am 11. Juli 2018 heiratete das Paar.
Zwar gehörte Gut-Behrami in den Anfangsjahren pro forma dem Kader von Swiss-Ski an, wurde aber mit Billigung des Verbandes von einem eigenen, durch Sponsoren finanzierten Trainerstab betreut. Während der Saison reiste und trainierte sie mit den übrigen Schweizer Athletinnen, das Sommertraining bestritt sie hingegen individuell. Ihr Vater Pauli Gut trat als Teammanager auf; im Mai 2009 löste er zudem als Haupttrainer seinen Jugendfreund Mauro Pini ab, der einst die Spanierin María José Rienda an die Weltspitze gebracht hatte. Karl Frehsner beriet Gut-Behrami vorübergehend in den schnellen Disziplinen. Ab dem Sommer 2015 wurde sie im Speed-Bereich sporadisch von Patrice Morisod unterstützt, der zuvor Cheftrainer der Franzosen gewesen war.
Im Sommer 2019 kam es zu tiefgreifenden Veränderungen. Pauli Gut, dessen Fachkompetenz innerhalb des Verbands stets umstritten gewesen war, blieb weiterhin Berater und wichtigste Bezugsperson, zog sich aber als Trainer zurück. Diese Aufgabe übernahm stattdessen der Spanier Alejo Hervas, den die Familie Jahre zuvor ebenfalls über María José Rienda kennengelernt hatte. Er war nicht exklusiv für Gut zuständig, sondern unterstützte den restlichen Trainerstab von Swiss-Ski und stand bei freier Kapazität auch den anderen Athletinnen des Weltcupteams zur Verfügung. Kurz vor Saisonende 2023/24 trennte sich Gut-Behrami vorzeitig von ihrem Trainer.

## Erfolge

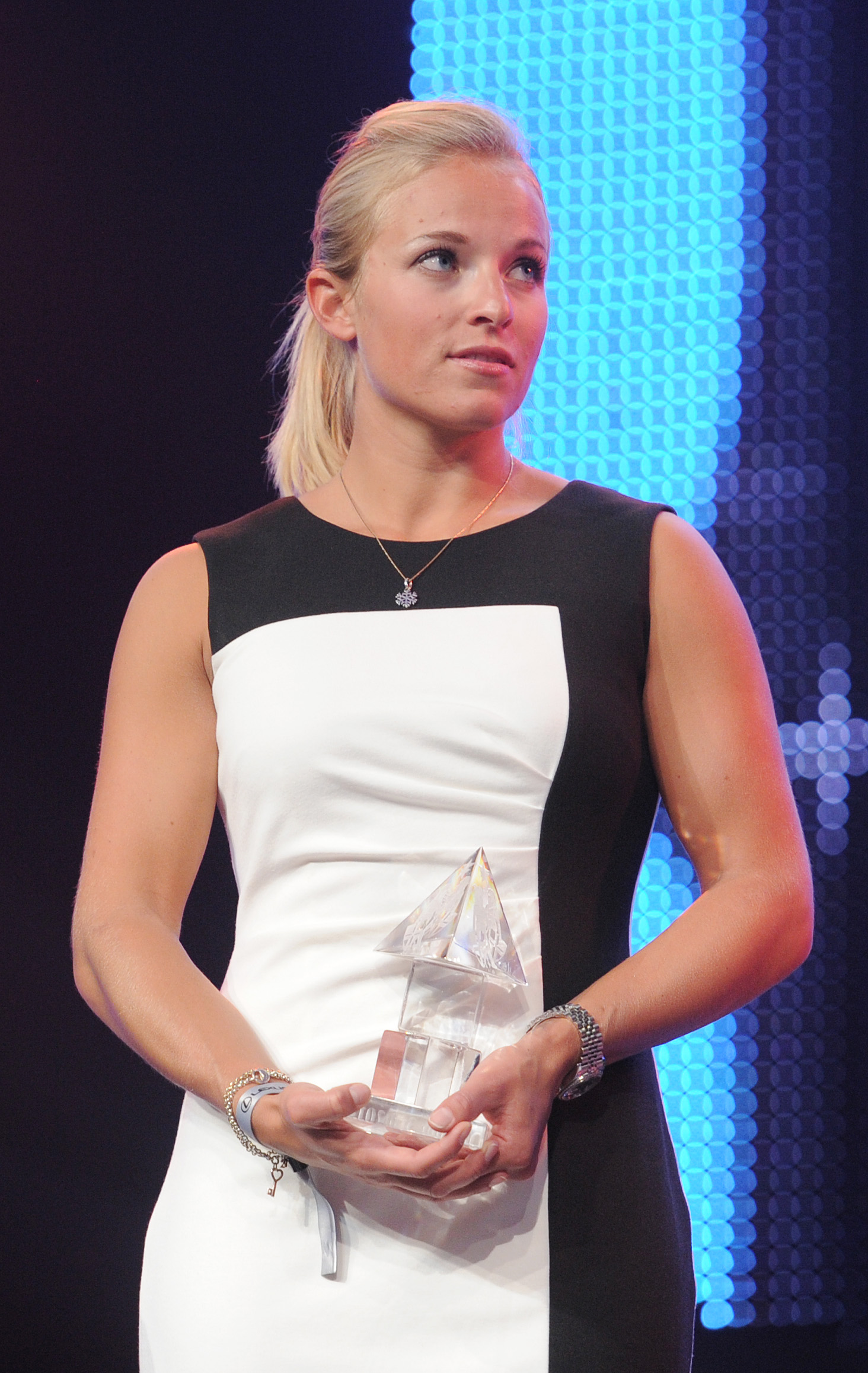
Lara Gut bei der Internationalen Sportnacht Davos (Oktober 2014)

### Olympische Spiele
- Sotschi 2014: 3. Abfahrt, 4. Super-G, 9. Riesenslalom
- Pyeongchang 2018: 4. Super-G
- Peking 2022: 1. Super-G, 3. Riesenslalom, 16. Abfahrt

### Weltmeisterschaften
- Val-d’Isère 2009: 2. Abfahrt, 2. Super-Kombination, 7. Super-G
- Garmisch-Partenkirchen 2011: 4. Super-G, 4. Abfahrt, 20. Riesenslalom
- Schladming 2013: 2. Super-G, 7. Riesenslalom, 16. Abfahrt
- Vail/Beaver Creek 2015: 3. Abfahrt, 5. Alpine Kombination, 7. Super-G
- St. Moritz 2017: 3. Super-G
- Åre 2019: 8. Abfahrt, 9. Super-G, 14. Riesenslalom
- Cortina d’Ampezzo 2021: 1. Super-G, 1. Riesenslalom, 3. Abfahrt
- Courchevel/Méribel 2023: 4. Riesenslalom, 6. Super-G, 9. Abfahrt
- Saalbach-Hinterglemm 2025: 2. Team-Kombination, 5. Riesenslalom, 8. Super-G

### Weltcupwertungen
| Saison  | Gesamt | Gesamt | Abfahrt | Abfahrt | Super-G | Super-G | Riesenslalom | Riesenslalom | Slalom | Slalom | Kombination | Kombination | Parallel | Parallel |
| Saison  | Platz  | Punkte | Platz   | Punkte  | Platz   | Punkte  | Platz        | Punkte       | Platz  | Punkte | Platz       | Punkte      | Platz    | Punkte   |
| ------- | ------ | ------ | ------- | ------- | ------- | ------- | ------------ | ------------ | ------ | ------ | ----------- | ----------- | -------- | -------- |
| 2007/08 | 54.    | 105    | 30.     | 60      | 26.     | 45      | –            | –            | –      | –      | –           | –           | –        | –        |
| 2008/09 | 11.    | 583    | 12.     | 162     | 11.     | 161     | 9.           | 190          | 45.    | 18     | 16.         | 52          | –        | –        |
| 2010/11 | 10.    | 589    | 7.      | 263     | 4.      | 272     | 28.          | 41           | –      | –      | 30.         | 13          | –        | –        |
| 2011/12 | 14.    | 457    | 18.     | 113     | 8.      | 207     | 17.          | 128          | –      | –      | 30.         | 9           | –        | –        |
| 2012/13 | 9.     | 662    | 5.      | 228     | 10.     | 144     | 6.           | 213          | –      | –      | 4.          | 77          | –        | –        |
| 2013/14 | 3.     | 1101   | 6.      | 352     | 1.      | 448     | 4.           | 285          | –      | –      | 15.         | 16          | –        | –        |
| 2014/15 | 9.     | 623    | 6.      | 289     | 5.      | 261     | 24.          | 73           | –      | –      | –           | –           | –        | –        |
| 2015/16 | 1.     | 1522   | 4.      | 394     | 1.      | 481     | 3.           | 472          | 43.    | 15     | 2.          | 160         | –        | –        |
| 2016/17 | 4.     | 1023   | 3.      | 360     | 3.      | 300     | 5.           | 360          | 57.    | 3      | –           | –           | –        | –        |
| 2017/18 | 12.    | 691    | 10.     | 190     | 2.      | 375     | 23.          | 104          | –      | –      | 22.         | 24          | –        | –        |
| 2018/19 | 21.    | 356    | 18.     | 128     | 7.      | 178     | 25.          | 50           | –      | –      | –           | –           | –        | –        |
| 2019/20 | 7.     | 616    | 4.      | 288     | 4.      | 209     | 14.          | 99           | –      | –      | –           | –           | 23.      | 20       |
| 2020/21 | 2.     | 1256   | 3.      | 383     | 1.      | 525     | 7.           | 288          | –      | –      | –           | –           | 3.       | 60       |
| 2021/22 | 11.    | 664    | 15.     | 208     | 6.      | 286     | 13.          | 154          | –      | –      | –           | –           | 15.      | 16       |
| 2022/23 | 2.     | 1217   | 6.      | 272     | 1.      | 413     | 2.           | 532          | –      | –      | –           | –           | –        | –        |
| 2023/24 | 1.     | 1716   | 2.      | 369     | 1.      | 576     | 1.           | 771          | –      | –      | –           | –           | –        | –        |
| 2024/25 | 2.     | 1272   | 5.      | 229     | 1.      | 665     | 6.           | 378          | –      | –      | –           | –           | –        | –        |

### Weltcupsiege
Lara Gut-Behrami erzielte bisher 100 Podestplätze in Einzelrennen, davon 48 Siege:
|     | Datum             | Ort               | Land       |
| --- | ----------------- | ----------------- | ---------- |
| 1.  | 14. Dezember 2012 | Val-d’Isère       | Frankreich |
| 2.  | 29. November 2013 | Beaver Creek      | USA        |
| 3.  | 12. März 2014     | Lenzerheide       | Schweiz    |
| 4.  | 24. Januar 2015   | St. Moritz        | Schweiz    |
| 5.  | 19. Dezember 2015 | Val-d’Isère       | Frankreich |
| 6.  | 19. Februar 2016  | La Thuile         | Italien    |
| 7.  | 28. Januar 2017   | Cortina d’Ampezzo | Italien    |
| 8.  | 21. Februar 2020  | Crans-Montana     | Schweiz    |
| 9.  | 22. Februar 2020  | Crans-Montana     | Schweiz    |
| 10. | 26. Februar 2021  | Val di Fassa      | Italien    |
| 11. | 27. Februar 2021  | Val di Fassa      | Italien    |
| 12. | 15. Januar 2022   | Zauchensee        | Österreich |
| 13. | 16. Februar 2024  | Crans-Montana     | Schweiz    |

|     | Datum             | Ort        | Land       |
| --- | ----------------- | ---------- | ---------- |
| 1.  | 26. Oktober 2013  | Sölden     | Österreich |
| 2.  | 27. November 2015 | Aspen      | USA        |
| 3.  | 28. Dezember 2015 | Lienz      | Österreich |
| 4.  | 22. Oktober 2016  | Sölden     | Österreich |
| 5.  | 26. November 2022 | Killington | USA        |
| 6.  | 28. Oktober 2023  | Sölden     | Österreich |
| 7.  | 25. November 2023 | Killington | USA        |
| 8.  | 30. Januar 2024   | Kronplatz  | Italien    |
| 9.  | 10. Februar 2024  | Soldeu     | Andorra    |
| 10. | 25. März 2025     | Sun Valley | USA        |

|     | Datum             | Ort                    | Land        |
| --- | ----------------- | ---------------------- | ----------- |
| 1.  | 20. Dezember 2008 | St. Moritz             | Schweiz     |
| 2.  | 9. Januar 2011    | Zauchensee             | Österreich  |
| 3.  | 30. November 2013 | Beaver Creek           | USA         |
| 4.  | 8. Dezember 2013  | Lake Louise            | Kanada      |
| 5.  | 26. Januar 2014   | Cortina d’Ampezzo      | Italien     |
| 6.  | 13. März 2014     | Lenzerheide            | Schweiz     |
| 7.  | 7. Dezember 2014  | Lake Louise            | Kanada      |
| 8.  | 7. Februar 2016   | Garmisch-Partenkirchen | Deutschland |
| 9.  | 4. Dezember 2016  | Lake Louise            | Kanada      |
| 10. | 18. Dezember 2016 | Val-d’Isère            | Frankreich  |
| 11. | 22. Januar 2017   | Garmisch-Partenkirchen | Deutschland |
| 12. | 21. Januar 2018   | Cortina d’Ampezzo      | Italien     |
| 13. | 10. Januar 2021   | St. Anton              | Österreich  |
| 14. | 24. Januar 2021   | Crans-Montana          | Schweiz     |
| 15. | 30. Januar 2021   | Garmisch-Partenkirchen | Deutschland |
| 16. | 1. Februar 2021   | Garmisch-Partenkirchen | Deutschland |
| 17. | 11. Dezember 2021 | St. Moritz             | Schweiz     |
| 18. | 15. Januar 2023   | St. Anton              | Österreich  |
| 19. | 16. März 2023     | Soldeu                 | Andorra     |
| 20. | 14. Januar 2024   | Zauchensee             | Österreich  |
| 21. | 28. Januar 2024   | Cortina d’Ampezzo      | Italien     |
| 22. | 2. März 2024      | Kvitfjell              | Norwegen    |
| 23. | 26. Januar 2025   | Garmisch-Partenkirchen | Deutschland |
| 24. | 23. März 2025     | Sun Valley             | USA         |

|    | Datum             | Ort         | Land       |
| -- | ----------------- | ----------- | ---------- |
| 1. | 18. Dezember 2015 | Val-d’Isère | Frankreich |

Hinzu kommen zwei Podestplätze bei Mannschaftswettbewerben.

### Europacup
Disziplinenwertungen:
- Saison 2006/07: 2. Abfahrtswertung
- Saison 2007/08: Gesamtsiegerin, 1. Abfahrtswertung, 1. Super-G-Wertung, 3. Kombinationswertung, 4. Riesenslalomwertung

Insgesamt 14 Podestplätze, davon 7 Siege:
| Datum            | Ort             | Land       | Disziplin    |
| ---------------- | --------------- | ---------- | ------------ |
| 15. Januar 2008  | Caspoggio       | Italien    | Abfahrt      |
| 16. Januar 2008  | Caspoggio       | Italien    | Abfahrt      |
| 17. Januar 2008  | Caspoggio       | Italien    | Super-G      |
| 18. Januar 2008  | Caspoggio       | Italien    | Super-G      |
| 18. Februar 2008 | Soldeu          | Andorra    | Riesenslalom |
| 6. März 2008     | Haus im Ennstal | Österreich | Super-G      |
| 6. März 2008     | Haus im Ennstal | Österreich | Super-G      |

### Juniorenweltmeisterschaften
- Zauchensee 2007: 2. Abfahrt, 44. Riesenslalom
- Formigal 2008: 2. Abfahrt, 4. Super-G, 8. Riesenslalom

### Weitere Erfolge
- 2 Schweizer Meistertitel (Super-G 2007 und Riesenslalom 2012)
- 1 Sieg im South American Cup
- 2 Siege bei FIS-Rennen

### Ehrungen
- Sportlerin des Jahres: 2016, 2023, 2024
- Newcomer des Jahres: 2008
- Nachwuchsathletin des Jahres: 2007 und 2008

### Rekorde
- Als bislang einzige Person im Skiweltcup gewann sie sechs Mal den Super-G-Weltcup.
- Anzahl Tage zwischen erstem und bisher letztem Weltcupsieg: 16 Jahre, 3 Monate und 3 Tage am Ende der Saison 2024/25 (übertrifft auch die Bestmarke bei den Herren, bestehend seit Ende der 1980er-Jahre)[52]
- Älteste Siegerin des Gesamtweltcups bei den Damen: Saison 2023/24 mit 32 Jahren und 11 Monaten[53] Übertroffen im darauffolgenden Jahr von Federica Brignone.
- Erste Rennläuferin, die in drei verschiedenen Disziplinen mindestens zehn Rennen gewann (Abfahrt, Super G und Riesenslalom).